# Stropník
Stropník (německy Strobnitz) je hora ve východní části Krušných hor v Loučenské hornatině vypínající se nad městem Osek do výšky 856 m n. m.
Skutečný vrchol je málo navštěvován a je často zaměňován s turisticky atraktivní skalní vyhlídkou na bočním vrcholu, na kterou vede turistická značka. Na starších turistických mapách byla tato skalní vyhlídka značena jako hlavní vrchol Stropníku.  
Ze skalní vyhlídky je kruhový rozhled na Krušné hory, Severočeskou hnědouhelnou pánev, jezero Barbora a České středohoří. Kdysi zde stávala 18 m vysoká dřevěná věž, která se v bouři 13. prosince 1929 zřítila a již nebyla obnovena. Základy jsou dosud dobře patrné. Později zde stávala dřevěná triangulační věž. 
Vyhlídka na Stropníku je dostupná po zelené značce z obce Háj u Duchcova či z Oseka po červené značce na hrad Rýzmburk a po vrstevnici přes Dušanovu vyhlídku na rozcestí značených cest a dále po zelené.
Na samotný vrchol Stropníku žádné turistické značení nevede.

## Místa v okolí
- přírodní památka Vrása
- Salesiova vyhlídka
- zřícenina hradu Rýzmburk
- Vlčí hora (rozhledna)